# 大穗雀麦
大穗雀麦（学名：Bromus lanceolatus）为禾本科雀麦属下的一个种。

## 扩展阅读
維基物種上的相關：大穗雀麦